# Сліпий ствол
Сліпий ствол  (рос. слепой ствол, англ. blind shaft; нім. Blindschacht m) — вертикальна або похила (зі схилом понад 30о) підземна гірнича виробка, яка не має безпосереднього виходу на земну поверхню і служить, у першу чергу, для підйому корисних копалин з нижчих горизонтів на основний. Використовується також для спуску і підйому людей, матеріалів, устаткування, водовідливу та вентиляції.
Розрізняють розвідувальні і експлуатаційні С.с. Розвідувальні С.с. проводять з діючого горизонту для розвідки і розкриття нижніх горизонтів родовища. Експлуатаційні С.с. обладнують механічним підйомником і використовують переважно для видачі кописних копалин з ниж. горизонтів, а також спуску і підйому людей і різних вантажів, провітрювання, водовідливу і т. ін. Застосовується кріплення з бетону, залізобетону, цегли і кам'яних блоків. С.с., по якому здійснюється спуск вантажів, наз. гезенком.